# Rodigo
Rodigo is een gemeente in de Italiaanse provincie Mantua (regio Lombardije) en telt 5177 inwoners (31-12-2004). De oppervlakte bedraagt 41,6 km², de bevolkingsdichtheid is 123 inwoners per km².

## Demografie
Rodigo telt ongeveer 1881 huishoudens. Het aantal inwoners steeg in de periode 1991-2001 met 2,9% volgens cijfers uit de tienjaarlijkse volkstellingen van ISTAT.
| Jaar | Inwoneraantal |
| ---- | ------------- |
| 1991 | 4883          |
| 2001 | 5023          |

## Geografie
Rodigo grenst aan de volgende gemeenten: Castellucchio, Ceresara, Curtatone, Gazoldo degli Ippoliti, Goito, Porto Mantovano.